# Fibria
Fibria foi uma empresa brasileira líder mundial na produção de celulose branqueada de eucalipto. Com capacidade produtiva de 5,3 milhões de toneladas anuais , a empresa exportava celulose para mais de 40 países.

## História
Formada a partir da fusão da Aracruz Celulose e Votorantim Celulose e Papel, consolidada e oficializada em 1º de Setembro de 2009, após um longo período de negociações que se estendeu desde 2008, a Fibria busca atender de forma sustentável à demanda global por produtos oriundos das florestas.  
A Fibria é a maior produtora de celulose de eucalipto do Brasil e do mundo possuindo capacidade produtiva de 5,3 milhões de toneladas anuais de celulose, com fábricas localizadas em Três Lagoas (MS), Aracruz (ES), Jacareí (SP) e Eunápolis (BA), onde mantém a Veracel em joint venture com a Stora Enso. Em sociedade com a Cenibra, opera o único porto brasileiro especializado em embarque de celulose, Portocel – Terminal Portuário de Barra do Riacho (Aracruz, ES), considerado o terminal mais eficiente do setor no mundo 
A Fibria foi pioneira em desenvolver a indústria de celulose em Três Lagoas. A unidade da empresa foi inaugurada em março de 2009, com capacidade para produzir 1,3 milhão de toneladas de celulose por ano. O movimento inicial da Fibria gerou outros investimentos do setor em Três Lagoas, levando a cidade a ser conhecida hoje como a “capital mundial da celulose”. 
Todas as suas unidades são certificadas pelo Forest Stewardship Council® (FSC®) e pelo Cerflor/ Programme for the Endorsement of Forest Certification (PEFC), cada um desses certificados possui seus próprios princípios e critérios. A Fibria tem uma operação integralmente baseada em plantios florestais renováveis com florestas em 254 municípios distribuídos em sete estados brasileiros, somando um total de 968 mil hectares. Desse total, 561 mil hectares são de florestas plantadas e 342 mil hectares de áreas de preservação e conservação ambiental.  Em outubro de 2012, a companhia firmou aliança estratégia com a empresa canadense Ensyn para investir no segmento de combustíveis renováveis a partir de madeira e biomassa. Em 2015, a Fibria anunciou a expansão da unidade de Três Lagoas (MS), que terá uma nova linha com capacidade produtiva de 1,8 milhão de toneladas de celulose por ano. Um dos maiores investimentos privados no Brasil com foco em exportação, o valor do projeto Horizonte 2 soma R$ 7,7 bilhões (equivalente a cerca de US$ 2,5 bilhões), a nova linha começa a operação no quarto trimestre de 2017. Com a nova linha, a Fibria atingirá a capacidade produtiva de mais de 7 milhões de toneladas de celulose/ano. 

## Acionistas
Em 31 de dezembro de 2016 os dois maiores acionistas da empresa são o BNDES com 29,08%  das ações e a Votorantim S.A. que possui 29,42% da ações.

## Marca
O nome Fibria remete à própria essência do negócio da empresa – a fibra de madeira proveniente de plantios renováveis – e o seu símbolo, a figura da folha, representa as florestas, tendo o verde como cor principal.

## Fusão
Em janeiro de 2019, após aprovação de todos os órgãos reguladores nacionais e internacionais as empresas Suzano Papel e Celulose e Fibria fundiram-se e a marca Fibria foi descontinuada. Atualmente com o nome Suzano S/A empregam mais de 35 mil colaboradores em 11 unidades industriais e aproximadamente capacidade de produção de 11 milhões de toneladas/ano, a maior produtora mundial de celulose.